# 克里斯·卡登
克里斯·卡登（英語：Chris Cadden；1996年9月19日—）是蘇格蘭的一位足球運動員，在場上的位置是中場。現效力於蘇超球隊喜伯年。他首次代表馬瑟韋爾出場是在2014年。他也代表蘇格蘭各級國青隊參賽。他的雙胞胎弟弟尼基·卡登也是一位足球運動員。

## 外部連結
- 足球数据库：克里斯·卡登的球员统计数据
- Chris Cadden profile at Motherwell FC official website